# Trận Kompong Speu
Trận Kompong Speu là một trận đánh trong Chiến tranh Việt Nam tại Campuchia, diễn ra vào ngày 12 tháng 6 năm 1970 khi lực lượng phối hợp Quân lực Việt Nam Cộng hòa và Quân lực Quốc gia Khmer đã chiến đấu để tái chiếm thủ phủ tỉnh Kompong Speu. Thị trấn đã bị Quân đội Nhân dân Việt Nam và Quân Giải phóng miền Nam Việt Nam đánh chiếm ngày 13 tháng 6 nhưng được liên quân Việt-Miên chiếm lại vào ngày 16 tháng 6 năm 1970.